# Alain Pozzuoli
 (septembre 2021).
Alain  Pozzuoli est un parolier, scénariste et écrivain fantastique français, né au Maroc, à Casablanca.

## Biographie
Entré en France, il s'installe avec sa famille à Bordeaux, puis à Lyon où il commence à écrire dans divers fanzines (Amériane - Les Soleils d'Infernalia - La Barbe à maman) édités pour la plupart par Markus Leicht. Il y a fait des études de droit, puis s'installe à Paris où il fait des études de cinéma (à Paris VIII), avant d'écrire des paroles de chansons pour plusieurs artistes, dont Magali Noël (il lui écrit notamment Star ou idole dans le spectacle musical La staaar au théâtre Fontaine  - et L'ortie sur un album), Marie Laforêt (Flirte avec moi), Renaud Siry (Cinecitta - Chanson bleu marine - Sauve-moi), Annie Philippe (Lundi bleu), Katia Tchenko (Sun), Simone Tassimot (Lisbonne Mélodie - Lady Day). Il publie ensuite plusieurs livres musicaux : Dictionnaire des onomatopées dans la chanson, Fantômes du jazz, Dictionnaire des yé-yés, Sexy Songs.
En 1984, il adapte Dépêche de nuit,une nouvelle de l'écrivain de science-fiction américain H. F. Arnold pour l'émission d'Antenne 2, Le petit théâtre d'Antenne 2, avec Arièle Semenoff et Olivier Granier.
Auteur de nombreuses émissions de radio (dramatiques, feuilletons), pour France Inter, Radio Bleue et France Culture, il a notamment adapté de grands classiques de la littérature fantastique sur France-Culture (Mary Shelley, Joseph Sheridan Le Fanu, Oscar Wilde, Bram Stoker, Jean Lorrain). 
Spécialiste du fantastique et biographe français de Bram Stoker, l'auteur de Dracula, il publie divers ouvrages sur le sujet et lui consacre aussi plusieurs pièces radiophoniques, notamment Bram Stoker, en deux parties (2 fois une heure), avec Jean-Luc Bideau (Stoker) et André Oumansky (Henry Irving), réalisée par Claude Mourthet.
Il participe à de nombreuses émissions de télévision promotionnelles : Qu'est-ce qu'elle dit Zazie ? sur France 3, Le cercle de minuit sur France 2, La grande famille sur Canal+, etc. En 2008, il participe en tant qu'intervenant - avec d'autres spécialistes tels que Jean Marigny, Jean-Jacques Beineix, Jacques Sirgent, Barbara Sadoul - au film de François Freynet : Le vampire, mythe ou réalité réalisé pour Canal+.
De 1999 à 2006, il s'associe aux membres du "Cercle d'Etudes vampiriques" de Montpellier pour créer la maison d'édition de L'Oxymore, spécialisée dans la littérature fantastique, publiant des auteurs anglo-saxons (Tanith Lee, Storm Constantine, Robert Weinberg) et français (Jess Kaan, Mélanie Fazi, Léo Henry, Sire Cedric, etc.). Il y fait paraître son ouvrage Dracula, le lexique du vampire, en 2005, et dirige trois numéros de la revue Emblèmes sur les thèmes suivants : Les momies (no 3), les cités perdues (no 8), et les sociétés secrètes (no 10).
En 2003, il revient à la chanson le temps de deux titres écrits pour l'album de Simone Tassimot, Chansons : Lisbonne Mélodie et Lady Day en hommage à la chanteuse de jazz américaine Billie Holiday sur laquelle il a également écrit une dramatique radio (Le fantôme de Billie Holiday) produite par France-Inter avec Macha Méril, Mariann Mathéus et Hélène Jupin.
En 2009 commence sa collaboration avec la revue musicale Le Club des années 60 dans laquelle il rédige plusieurs articles sur des vedettes de l'époque yé-yé telles que Olivier Despax, Claudine Coppin,  Christine Pilzer, Sheila ou Françoise Hardy.
En 2012, il écrit de nouveau une dramatique sur Stoker pour France-Inter, dans la série de Patrick Liégibel, Au fil de l'histoire, consacrée au centenaire de la mort de Bram Stoker avec Bernard Gabay (Bram Stoker) et Sophie Barjac (Charlotte Stoker), réalisée par Michel Sidoroff.
Il publie généralement divers ouvrages sur le mythe du vampire : Baisers de sang, La Bible Dracula, Le gout des vampires, Quand les vampires ont les crocs (un livre de cuisine inspiré par la littérature de genre).  
Il est également l'auteur de deux documentaires, Whitby la ville de Dracula en 2009, et Les fantômes de Dublin  en 2011, réalisés par Jean-Michel Ropers.  
En 2012, il fait paraître une nouvelle édition de sa biographie de Bram Stoker, Bram Stoker, dans l'ombre de Dracula, chez Pascal Galodé. 
En 2014, il co-écrit Le Dico du Disco avec Jean-Marie Potiez (le biographe officiel du groupe Abba), aux éditions La Renaissance du Livre. Éditions. C'est l'occasion pour les deux auteurs de collaborer à l'expositionFRENCH DISCO présentée par le MUPOP (Musée des musiques populaires) de Montluçon qui se tient de juin 2014 à janvier 2015, avec pour parrain Cerrone et pour marraine Sheila. Cette collaboration avec Jean-Marie Potiez donnera naissance à un autre ouvrage musical, en 2016, Grande histoire et petits secrets des tubes de l'été, paru aux Éditions du Moment.
Sa passion pour l'Irlande et la ville de Dublin l'amène à publier Le Gout de Dublin (avec Jean-Pierre Krémer) aux éditions Le Petit Mercure, en 2006,  et le Dictionnaire insolite de l'Irlande aux éditions Cosmopole, .en 2017.
En 2018, il participe comme intervenant (avec Jean Marigny, Barbara Sadoul, Jacques Sirgent, notamment) au film d'Emmanuelle Nobécourt, Dracula, l'éternel, dans le cadre de la série Nous sommes une légende sur France 5.
En 2019, il intègre le comité scientifique du MUPOP (Musée des musiques populaires) de Montluçon, avec Jean-Marie Potiez, Marc Touché, Jean Pénicaud, André Sévenier et Bertrand Dicale, pour l'exposition Vos tubes de l'été, dont la marraine est la chanteuse Stone, qui se tient de juillet 2019 à janvier 2020. C'est l'occasion pour A. Pozzuoli et J.-M. Potiez de publier un ouvrage intitulé : Vos tubes de l'été paru sur Amazon-Editions Olaa.
Cette même année 2019, il revient à son thème fétiche, les vampires, en publiant un article sur Dracula dans le numéro d'été de la revue Le nouveau magazine littéraire dans un dossier consacré aux Maîtres de l'horreur, et à la rentrée suivante, il publie Les 100 films cultes de vampires aux Éditions Terre de brume, qui marque les 30 ans d'existence de cet éditeur mythique pour la littérature fantastique en France.
L'année 2020 sera de nouveau sous le signe de la musique avec, en mars, la parution de son titre Flirte avec moi dans L'intégrale Marie Laforêt, et la publication, en juin, des 101 tubes de l'été aux Éditions du Layeur, co-écrit avec Jean-Marie Potiez.
En mai 2021, à la suite de sa rencontre avec le réalisateur Philippe Sisbane (Félix et les Loups, Le Coma des mortels), ils publient ensemble un ouvrage intitulé 101 chansons de films, aux Éditions du Layeur.
En 2022, il collabore à la grille d'été de la RTBF avec La minute yé-yé, une mini-série en 43 volets,  diffusée au cours de l'émission de Serge Vanhaelewyn : Viva Plus. À la rentrée suivante, il publie, toujours avec Philippe Sisbane, un nouvel ouvrage aux Éditions Terre de brume : Les OFNI du cinéma fantastique et de S.F. En octobre 2022, les deux coauteurs participent, en tant que jurés, au Festival fantastique de Béziers. C'est aussi l'occasion de présenter en première exclusivité le documentaire long métrage de Jean-Michel Ropers : L'étrange parcours auquel Alain Pozzuoli a participé à l'écriture du scénario. En novembre 2022, il fait paraître, en collaboration avec Jean-Marie Potiez, un jeu de société intitulé "DISCO PARTY", publié aux éditions Hugo & Cie, un jeu de cartes consacré au phénomène disco et aux divers artistes et tubes du mouvement. 
En 2023, le film de Jean-Michel Ropers, L'Étrange parcours sort en salle à Paris, et est projeté 15 jours à L'Épée de bois. En novembre 2023, Alain Pozzuoli publie son premier roman fantastique : Nosferatu, Mémoires d'une légende des ténèbres dans lequel il convoque ses trois passions, le fantastique, le vampirisme et la musique rock, publié aux éditions Terre de Brume.
En 2024, il participe, pour la troisième fois depuis sa création, au "Salon du vampire" à Levallois-Perret, initié par Adrien Party et les éditions Actu.SF, en compagnie de Gilberto Villaroel, Stella Louis, Morgane Cossarieu, Vincent Tassy,j etc. En octobre, il publie, en collaboration avec Jacques Finné, une anthologie sur le thème du loup-garou : "Lunes de sang", parue aux éditions Terre de Brume. Il adapte également son roman, "Nosferatu, Mémoires d'une légende des ténèbres" en pièce théâtre.

## Ouvrages
- Acides (Poésie), Editions Amériane, 1975
- Bram Stoker, Prince des ténèbres, Nouvelles Éditions Seguier, 1989
- Dictionnaire du Fantastique (avec Jean-Pierre Krémer), Éditions Jacques Grancher, 1992
- Guide littéraire de Londres (avec Christian Bretet), éd. Hermé, 1999.
- L'Homme de Shorrox, 2001, éditions Mille et Une Nuits no 328
- La Coupe de cristal, 2001, éditions Mille et Une Nuits no 319
- Le Bestiaire des écrivains (avec Christian Bretet), Les Belles Lettres, 2001
- Momies, éd. de l’Oxymore, coll. « Emblèmes » no 3, 2001
- Cités perdues, éd. de l’Oxymore, coll. « Emblèmes » no 8, 2003
- Sociétés secrètes, éd. de l’Oxymore, coll. « Emblèmes » no 10, 2003
- Bram Stoker : œuvres (avec Jean-Pierre Kremer), Presses de la Cité, Coll. Omnibus, 2004
- French Gothic, Les Belles Lettres, 2004
- Le Sang des écrivains, éd. A Contrario, 2004
- Les Morsures du loup-garou, Les Belles Lettres, 2004
- Baisers de sang - 20 histoires érotiques de vampires, Les Belles Lettres, 2005
- Fantômes du jazz, Les Belles Lettres, 2006
- Le goût de Dublin (avec Jean-Pierre Krémer) , éd. Le Petit Mercure, 2006
- Petite encyclopédie de l'étrange, éd. Scali, 2007.
- Dictionnaire de la censure (avec Jean-Pierre Krémer), éd. Scali, 2007
- Dictionnaire des yéyés à l'usage des fans, éd. Pygmalion, 2009
- La bible Dracula, Le pré aux clercs, 2010
- Sexy Songs, quand la chanson parle d'érotisme, éd. Didier Carpentier, 2010
- Quand les vampires ont les crocs, Éditions Didier Carpentier, 2011
- Le goût des vampires, Le Petit Mercure, 2011
- Bram Stoker, dans l’ombre de Dracula, Pascal Galodé éditions, 2012
- Le Dico du Disco (avec Jean-Marie Potiez), La Renaissance du Livre, 2014.
- Grande histoire et petits secrets des tubes de l'été (avec Jean-Marie Potiez), Editions du Moment, 2016.
- Dictionnaire insolite de l'Irlande, Éditions Cosmopole, 2017.
- Vos tubes de l'été (avec Jean-Marie Potiez), Ed. Amazon-Olaa, 2019.
- Les 100 films cultes de vampires, Terre de Brume, 2019.
- 101 tubes de l'été (avec Jean-Marie Potiez), Éditions du Layeur, 2020.
- 101 chansons de films (avec Philippe Sisbane), Éditions du Layeur, 2021.
- Les Ofni du cinéma fantastique et de S.F. (avec Philippe Sisbane), Editions Terre de Brume, 2022.
- Nosferatu, Mémoires d'une légende des ténèbres, Éditions Terre de Brume, 2023.
- Lunes de sang (avec Jacques Finné), Editions Terre de Brume, 2024.